# Оськино (Шабалінський район)
О́ськино (рос. Оськино) — присілок у складі Шабалінського району Кіровської області, Росія. Входить до складу Черновського сільського поселення.
Населення становить 1 особа (2010, 10 у 2002).
Національний склад станом на 2002 рік — росіяни 100 %.